# Laškovce
Laškovce és un poble i municipi d'Eslovàquia. Es troba a la regió de Košice, a l'est del país.

## Història
La primera referència escrita de la vila data del 1324.

## Demografia
| Godina             | 1994 | 2004    | 2014    | 2024    |
| ------------------ | ---- | ------- | ------- | ------- |
| Nombre de persones | 422  | 530     | 667     | 766     |
| Diferència         |      | +25,59% | +25,84% | +14,84% |

| Godina             | 2023 | 2024   |
| ------------------ | ---- | ------ |
| Nombre de persones | 763  | 766    |
| Diferència         |      | +0,39% |